# Ovis ammon
El argalí (Ovis ammon) es una especie de muflón asiático distribuido por las montañas del centro de Asia: Himalaya, Altái y Tíbet.

## Descripción
Pueden variar ligeramente en talla y color del pelaje en función de la subespecie, siendo el más grande el Carnero del Altái (O. ammon ammon) el cual también es el carnero más grande del mundo,  un peso promedio de 200 kg y una altura al hombro de 1.22 m, sin embargo se han encontrado especímenes que pueden pasar los 320 kg.
Otra subespecie de gran tamaño, y característica además de por su pelaje blanco y por ostentar las cornamentas más largas, es el carnero de Marco Polo (O. ammon polii). La cual habita áreas remotas de Kirguizistán y China, a altitudes que sobrepasan los 4.000 metros sobre el nivel del mar.

## Hábitat
Las diferentes subespecies de Argali pueden ser encontradas de manera dispersa a lo largo de cadenas montañosas en el Asia Central. Desde la zona central de Kazajistán al oeste, hasta la provincia de Shanxi en China al Este, y desde el Altái al norte hacia los Himalayas al Sur. Todas son subespecies adaptadas a vivir a elevaciones entre 300 y 5.800 metros sobre el nivel del mar, en terrenos protegidos por zonas empinadas. 

## Subespecies
Se reconocen nueve subespecies de Ovis ammon.
- Ovis ammon ammon - carnero del Altái.
- Ovis ammon collium - carnero de Karaganda.
- Ovis ammon comosa - carnero del norte de China.
- Ovis ammon darwini - carnero del Gobi.
- Ovis ammon hodgsonii - argalí tibetano.
- Ovis ammon karelini - carnero de Tian Shan.
- Ovis ammon nigrimontana - carnero de Kara Tau.
- Ovis ammon polii - carnero de Marco Polo.
- Ovis ammon severtzovi - carnero de Severtzov.